# Wildemann
Wildemann là một thị xã ở huyện Goslar, trong bang Niedersachsen, Đức. Đô thị này có diện tích 3,34 km². Đô thị này toạ lạc về phía tây của the Harz, về phía tây bắc của Clausthal-Zellerfeld. Wildemann thuộc Samtgemeinde ("đô thị tập thể") Oberharz.